# Leevan Sands

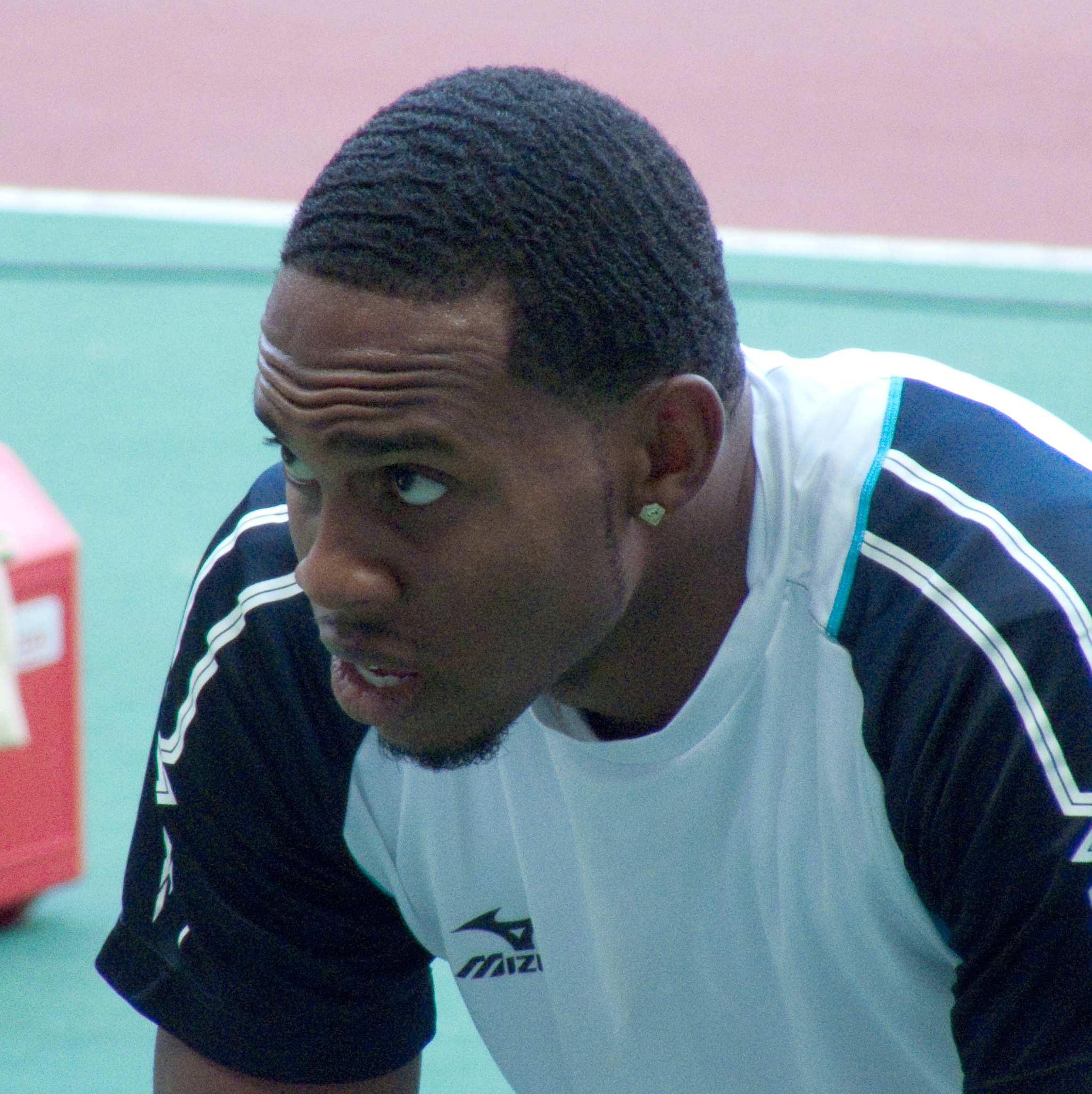
Leevan Sands, 2009

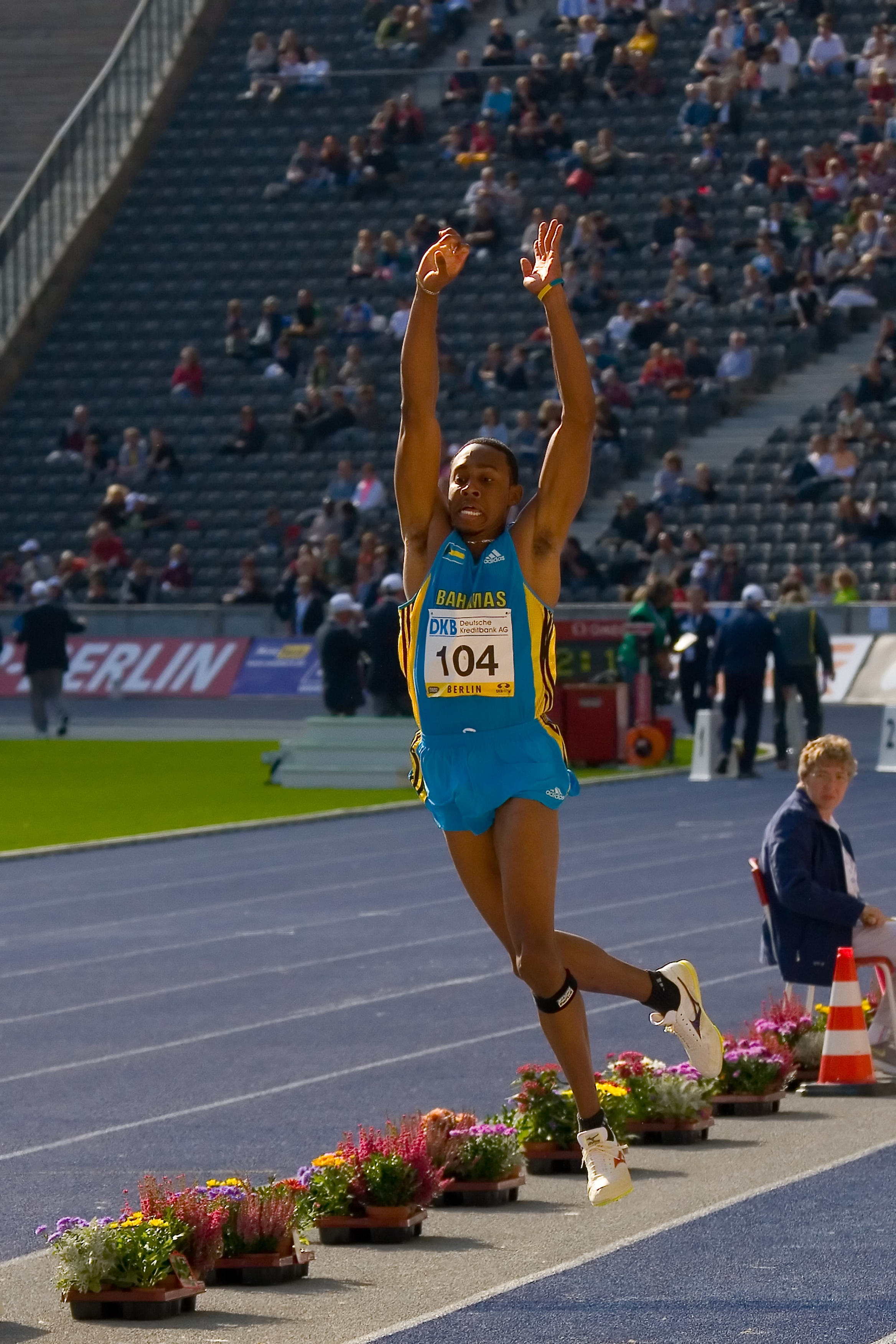
Leevan Sands beim ISTAF Berlin 2007

Leevan Sands (* 16. August 1981 in Nassau) ist ein bahamaischer Dreispringer.
1999 wurde er Sechster bei den Panamerikanischen Spielen in Winnipeg.
Bei den Commonwealth Games 2002 in Manchester und den Weltmeisterschaften 2003 in Paris/Saint-Denis gewann Sands jeweils die Bronzemedaille. Bei den Olympischen Spielen 2004 in Athen schied er in der Qualifikation aus.
Leevan Sands wurde 2005 bei den Weltmeisterschaften in Helsinki Vierter. Im Februar 2006 wurde er positiv auf das Stimulans Levomethamphetamin getestet und wegen dieses Verstoßes gegen die Dopingrichtlinien für sechs Monate gesperrt.
2007 wurde er bei den Panamerikanischen Spielen in Rio de Janeiro Sechster und scheiterte bei den Weltmeisterschaften 2007 in Ōsaka in der Qualifikation. Im Jahr darauf errang Sands bei den Olympischen Spielen 2008 in Peking in einem ausgeglichenen Wettkampf mit seinem persönlichen Rekord von 17,59 Metern die Bronzemedaille, 8 cm hinter Nelson Évora und 3 cm hinter Phillips Idowu (GBR) liegend. Bei den Weltmeisterschaften 2009 in Berlin wurde er Vierter und bei den Weltmeisterschaften 2011 in Daegu Siebter. 2012 erreichte er bei den Olympischen Spielen in London den fünften Platz.
2015 gewann er bei den Panamerikanischen Spielen in Toronto Silber.

## Persönliche Bestleistungen
- Weitsprung: 8,13 m, 10. Juli 2005, Nassau
  - Halle: 8,10 m, 28. Februar 2004, Lexington
- Dreisprung: 17,59 m, 21. August 2008, Peking
  - Halle: 17,02 m, 14. Februar 2004, Fayetteville